# Mario Reiter
Mario Reiter (n. 5 noiembrie 1970, Rankweil⁠(d), Vorarlberg, Austria) este un schior alpin ce a reprezentat Austria, medaliat olimpic. A participat la o ediție a Jocurilor Olimpice (1998) în care a câștigat o medalie de aur.

## Participări
Lista de mai jos prezintă principalele competiții la care a participat Mario Reiter de-a lungul carierei.
- alpine skiing at the 1998 Winter Olympics – men's combined[*]